# Municipio de Leesville (Misuri)
El municipio de Leesville (en inglés: Leesville Township) es un municipio ubicado en el condado de Henry en el estado estadounidense de Misuri. En el año 2010 tenía una población de 1079 habitantes y una densidad poblacional de 8,94 personas por km².

## Geografía
El municipio de Leesville se encuentra ubicado en las coordenadas 38°19′33″N 93°35′41″O / 38.32583, -93.59472. Según la Oficina del Censo de los Estados Unidos, el municipio tiene una superficie total de 120.72 km², de la cual 108,85 km² corresponden a tierra firme y (9,83 %) 11,87 km² es agua.

## Demografía
Según el censo de 2010, había 1079 personas residiendo en el municipio de Leesville. La densidad de población era de 8,94 hab./km². De los 1079 habitantes, el municipio de Leesville estaba compuesto por el 97,78 % blancos, el 0,37 % eran afroamericanos, el 0,93 % eran amerindios, el 0,19 % eran asiáticos y el 0,74 % eran de una mezcla de razas. Del total de la población el 0,37 % eran hispanos o latinos de cualquier raza.